# Carl Riström
Carl Riström (i riksdagen kallad Riström i Råneå), född 15 augusti 1850 i Råneå, död där 11 september 1936, var en svensk grosshandlare och politiker (liberal).
Carl Riström, som var son till en smed, var grosshandlare i Råneå från 1879. Han hade också kommunala uppdrag och var ordförande i Råneå sparbank.
Han var riksdagsledamot i andra kammaren för Kalix domsagas valkrets 1909–1911 och tillhörde i riksdagen Frisinnade landsföreningens riksdagsgrupp Liberala samlingspartiet. I riksdagen var han suppleant i andra kammarens fjärde tillfälliga utskott 1910–1911. Han skrev tre egna motioner, om bättre förmånsrätt samt om en järnvägsfråga.